# Ozero Staroselje
Ozero Staroselje (ryska: Озеро Староселье) är en sjö i Belarus.   Den ligger i voblasten Homels voblast, i den sydöstra delen av landet, 270 km sydost om huvudstaden Minsk. Ozero Staroselje ligger 110 meter över havet.
I omgivningarna runt Ozero Staroselje växer i huvudsak blandskog. Runt Ozero Staroselje är det mycket glesbefolkat, med 6 invånare per kvadratkilometer.